# 瑞穂町福祉バス
瑞穂町福祉バス（みずほまちふくしバス）は、東京都西多摩郡瑞穂町がかつて運行していたコミュニティバスである。2010年（平成22年）3月運行開始。乗車資格を町内在住の高齢者など交通弱者に限定した運賃無料の町内循環バスで、担当部署も瑞穂町役場福祉部高齢者福祉課高齢者支援係であった。箱根ケ崎駅西口を起終点として町内6コースを運行し、武州交通興業瑞穂営業所へ運行委託していた。
瑞穂町では2021年（令和3年）10月1日より、有償運行（乗合バス）の瑞穂町コミュニティバスの実証実験運行を開始。これに伴い、瑞穂町福祉バスは同年9月30日をもって運行を終了した。

## 沿革
- 2010年（平成22年）3月30日 - 瑞穂町福祉バスが、かわせみ号（東コース）、ひばり号（西コース）の2コースで運行開始[1][7]。
- 2011年（平成23年）4月1日 - 瑞穂町福祉バスに、すずめ号を運行開始。
- 2021年（令和3年）
  - 9月30日 - 箱根ケ崎駅西口広場にて「瑞穂町コミュニティバス運行セレモニー」を開催[6][8]。町関係者のほか立川バス社長も出席した[8]
  - 9月30日 - 有償運行（乗合バス）の瑞穂町コミュニティバスへの移行に伴い、この日をもって瑞穂町福祉バスの運行を終了[6]。
  - 10月1日 - 瑞穂町コミュニティバスが5ルートで実証実験運行を開始[4][5]。運行委託先を立川バス福生営業所へ変更[9][8]。同日から10月17日まで体験乗車期間として無料運行した[8][9]。

## 運行内容
運賃は無料。乗車対象は町内在住の以下に該当する者に限られていた。
1. 60歳以上の高齢者
2. 心身障害者とその介護者
3. 妊婦
4. 乳幼児・未就学児とその保護者
5. 特別支援学級（固定級・通級）在籍児童・生徒とその保護者

乗車には事前登録が必要で、町内在住であること、対象者に該当することを確認できる証明書（運転免許証・健康保険被保険者証など）等を窓口で提示し、利用登録証を発行する必要があった。窓口は町役場の高齢課、コミュニティセンター（武蔵野・元狭山・長岡）、ふれあいセンター、保健センター、高齢者福祉センター寿楽などで受け付けていた。

## 路線
2021年の廃止時の路線。いずれもJR八高線箱根ケ崎駅を起終点として、町内の公共施設や商業施設を結ぶ循環路線である。ひばり号・すずめ号の括弧内の経由地は朝・夕1便のみ運行。

### ひばり号
- むさし野・長岡コース：箱根ケ崎駅 - 武蔵野児童公園 - 西松原 - 長岡南会館北 - （長岡中通り西） - 長岡コミュニティセンター入口 - 箱根ケ崎駅

### かわせみ号
- 殿ケ谷・石畑コース：箱根ケ崎駅 - 菜の花東 - 高齢者福祉センター寿楽 - ふれあいセンター - 箱根ケ崎駅

### すずめ号
- 元狭山コース：箱根ケ崎駅 - 水天宮入口 - 元狭山広域防災広場 - （瑞穂第二中学校北） - ザ・モールみずほ16北 - 箱根ケ崎駅

## 車両
2010年の福祉バス運行開始にあたり、銀色の専用塗装の車両が2台用意された。専用車両のポンチョ2台は瑞穂町コミュニティバスへ引き継がれた。それぞれ瑞穂町の町章と「みずほまち 福祉バス」の緑色の文字、ひばりとかわせみなどのイラストが描かれていた。
- ひばり号：日野・ポンチョ（2代目ショートボディ、八王子200あ269）[1]
- かわせみ号：日野・ポンチョ（2代目ショートボディ、八王子200あ268）[1]

2011年に運行開始したすずめ号では、武州交通興業のワンボックスカーが使用されていた。
- すずめ号：トヨタ・ハイエース[3]